# 존 파머 주니어
존 J. 파머 주니어(John J. Farmer Jr., 1957년 6월 24일, 뉴저지주 저지시티 ~ )은 미국의 정치인으로 뉴저지주 주지사 권한대행이다.

## 학력
- 조지타운 대학교 이학사
- 조지타운 대학교 법무박사

## 경력
- 1996 ~ 1997 뉴저지 주지사 수석 부고문
- 1997 ~ 1999 뉴저지 주지사 수석 고문
- 1999.06 ~ 2002.01 제52대 뉴저지 법무장관
- 2002.01 ~ 2002.01 뉴저지 주지사 권한대행
- 2019.09 ~ 이글턴 정치 연구소 소장